# Реско
Реско (пољ. Resko) је град у Пољској у Војводству Западно Поморје у Повјату лобеском. Према попису становништва из 2011. у граду је живело 4.459 становника.

## Становништво
Према прелиминарним подацима са пописа, у граду је 2011. живело 4.459 становника.
| 1960. | 1995. | 2000. | 2002. | 2005. | 2011. | 2012. |
| ----- | ----- | ----- | ----- | ----- | ----- | ----- |
| 3.415 | 4.749 | 4.585 | 4.496 | 4.410 | 4.459 | 4.398 |